# Col d'Azet
El Col de Val Louron-Azet o Col d'Azet es un puerto de montaña situado en los Pirineos, en el departamento de los Hautes-Pyrénées en Francia. Está situado a 1.580 m de altitud.
Conecta las localidades de Saint-Lary-Soulan y Génos.

## Ciclismo y Tour de Francia
El Val Louron-Azet es uno de los puertos más exigentes de los Pirineos y su excelente ubicación entre los colosos pirenaicos (Col du Tourmalet, Col de Peyresourde...) hace que sea testigo de grandes etapas del Tour. También su dureza ha ayudado bastante a su participación, ya que sus dos vertientes son igual de duras. El puerto atraviesa la estación de esquí de Val Louron, donde algunas veces, el Tour ha terminado etapa o ha empezado a descender, sin llegar a la cima del Col d'Azet a 1580 m de altitud, en vez de terminar en Val Louron a 1450 m de altitud. 
La vertiente de Génos es muy constante, con rampas siempre en torno al 7, 8 y 9 %. La de Saint-Mary-Soulan siempre está en torno al 9 y 8 %, aunque contiene algunos descansos del 3 y 4 %, siendo estas sus características:
- Vertiente por Génos- 7,4 km 8,3 % 11,8 % máx 616 m de desnivel (1.ª categoría)
- Vertiente por Saint-Lary-Soulan- 10,7 km 7,3 % 11,5 % máx 786 m de desnivel (1.ª categoría)

El puerto ha formado parte del Tour de Francia 10 veces, debido a su tardío descubrimiento. La primera vez que se ascendió fue en el año 1997, donde uno de los grandes escaladores y ciclistas del momento, Marco Pantani, estrenó el duro y exigente puerto. La más reciente ascensión fue en el Tour 2022, donde Tadej Pogačar coronó primero el puerto.

### Apariciones en el Tour de Francia
| Año  | Etapa | Categoría | Inicio             | Meta                           | Primero en la cima |
| ---- | ----- | --------- | ------------------ | ------------------------------ | ------------------ |
| 2022 | 17    | 1         | Saint-Gaudens      | Peyragudes                     | Tadej Pogačar      |
| 2021 | 17    | 1         | Muret              | Col de Portet                  | Anthony Perez      |
| 2018 | 17    | 1         | Bagnères-de-Luchon | Col de Portet                  | Julian Alaphilippe |
| 2016 | 8     | 1         | Pau                | Bagnères-de-Luchon             | Wout Poels         |
| 2014 | 17    | 1         | Saint-Gaudens      | Saint-Lary-Soulan (Pla d'Adet) | Joaquim Rodríguez  |
| 2013 | 9     | 1         | Saint-Girons       | Bagnères-de-Bigorre            | Simon Clarke       |
| 2005 | 15    | 1         | Lézat-sur-Leze     | Saint-Lary-Soulan              | Laurent Brochard   |
| 2001 | 13    | 1         | Foix               | Saint-Lary-Soulan              | Laurent Jalabert   |
| 1999 | 15    | 1         | Saint-Gaudens      | Piau Engaly                    | Fernando Escartin  |
| 1997 | 9     | 1         | Pau                | Loudenvielle                   | Marco Pantani      |